# Stomatothrips angustipennis
Stomatothrips angustipennis är en insektsart som beskrevs av Ian A. Hood 1949. Stomatothrips angustipennis ingår i släktet Stomatothrips och familjen rovtripsar. Inga underarter finns listade i Catalogue of Life.